# North Island (Seychelles)
North Island è un'isola dell'Oceano Indiano che fa parte dell'arcipelago delle Seychelles, in particolare delle isole interne.